# Реакція Паулі

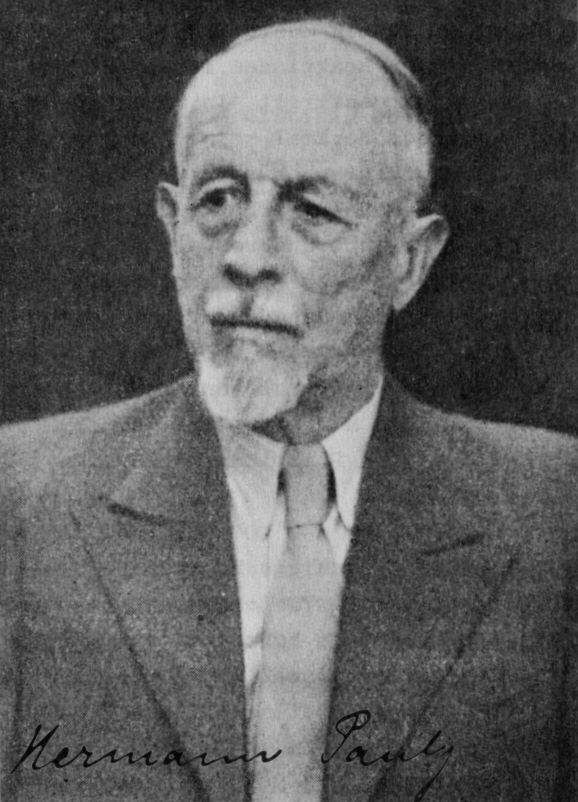
Германн Паулі

Реа́кція Па́улі — якісна реакція, що застосовується в біохімічному аналізі для визначення наявності амінокислот гістидину і тирозину. Метод названо за ім'ям німецького хіміка Германна Паулі (1870—1950).
Реакція проводиться у лужному середовищі шляхом взаємодії досліджуваного розчину із діазотованою сульфаніловою кислотою (яку можна синтезувати in situ):
При наявності гістидину й тирозину в результаті відповідних реакцій утворюються азосполуки, що маю червоний колір (азобарвники).